# Большой босс
«Большой босс» — гонконгский художественный фильм о боевых искусствах, снятый в 1971 году. В США был известен под названием «Кулаки ярости»; не путать с фильмом «Кулак ярости», также известным как «Китайский связной».
Этот фильм стал первым крупномасштабным проектом, в котором Брюс Ли сыграл главную роль.
С коммерческой точки зрения фильм стал самым успешным в Гонконге за 1971 год, оставив далеко позади такие американские фильмы, как «Звуки музыки» и «Тора! Тора! Тора!», с доходом за первые девятнадцать дней проката, равным 3,5 миллионам гонконгских долларов.

## Сюжет
Китайский парень из Гуандуна по фамилии Чжэн вместе со своим дядей приезжает в Таиланд. Здесь с помощью братьев он устраивается на работу на местную фабрику по производству льда. На самом деле этот завод оказывается лишь прикрытием для наркоторговцев, использующих  куски льда для хранения и транспортировки своего криминального товара. Братья Чжэна становятся свидетелями того, чем занимаются на фабрике. Директор фабрики предлагает им работать вместе, но те отказываются, и за это их убивают. Начальник директора фабрики Ша Ми делает вид, что ищет пропавших, но Чжэн и его братья начинают понимать, что здесь что-то неладно. Через некоторое время двое других братьев Чжэна идут к главарю банды и требуют от него объяснений, но и их тоже убивают.
Чтобы заставить рабочих трудиться, управляющий назначает Чжэна бригадиром, предварительно споив его, чтобы получить согласие. Под действием алкоголя Чжэн не понимает, с кем имеет дело, но одна из проституток, которая когда-то работала горничной у Ша Ми, рассказывает ему всю правду (за что и её впоследствии убивают). Чжэн тайно пробирается на фабрику и находит там тела пропавших братьев, вмороженные в лёд.
Его обнаруживают, начинается драка, в которой Чжэн побеждает преступников под предводительством сына главаря мафии. Тем временем другие сообщники Ша Ми убивают остальных братьев Чжэна и похищают его сестру Сюй. По возвращении домой тот видит всю свою семью убитой. Чжэн жаждет мести и отправляется в дом главаря мафии, где побеждает его немногочисленную охрану, а в финале фильма вступает в поединок с ним самим и убивает его. Отомстив за своих братьев, Чжэн сдаётся полиции, прибывшей на место побоища.

### Обещание Чжэна
Главный герой фильма Чжэн дал матери обещание, что больше никогда не будет драться, о чём ему всё время напоминал медальон на шее. Когда начинались драки, в которых принимали участие его братья, Чжэн всегда с грустью смотрел на этот медальон и стоял в стороне, применяя силу (лишь один-два удара) только в тех случаях, когда нападающие были в непосредственной близости от него. В одной из потасовок медальон, этот символ данной когда-то клятвы, был с шеи главного героя сорван, и этого момента он посчитал, что имеет полное право помогать своим родственникам в боях.

## В ролях
Примечание: в скобках приведены имена персонажей в кантонской романизации.
- Брюс Ли — Чжэн Чаоань (Чен Чхиуонь)
- Мария И — Сюй Цзяомэй (Хёй Хаумуй)
- Пол Тянь — Сюй Цзянь (Хёй Ким)
- Мяо Кэсю — продавщица прохладительных напитков
- Ли Кунь — У Шикунь (Ын Сапкуань)
- Хань Инцзе — босс Ша Ми (Са Ми)
- Тони Лю — Ша Сяочунь (Са Сиучхёнь)
- Малайлинь — проститутка Умань (Вумань)
- Чань Чау — директор фабрики
- Чань Вуйкхань[англ.] — Би (Пат)
- Лам Чинъин — Ин (Ин)
- Ду Цзячжэн — Лунь (Лёнь)

## Съёмки
«Большой босс» снимался при минимальном бюджете.
Съёмки картины прошли в рекордные сроки с 23 июля по 18 августа 1971 года, а 30 октября уже состоялась премьера фильма. Первоначально Брюсу Ли была отведена второстепенная роль, а роль протагониста должен был исполнить Джеймс Тянь. Но после первых же сцен режиссёр изменил своё решение, дав главную роль Брюсу. Тянь же сыграл в фильме небольшую роль одного из братьев.
В начале съёмок Брюс Ли был крайне недоволен старым кинооборудованием и тем, что режиссёр У Цзясян постоянно повышал голос на актёров.
Вскоре директор картины миссис Ло Вэй не выдержала и позвонила Рэймонду Чоу, чтобы потребовать замены У. Для продолжения съёмок «Большого босса» в Таиланд приехал один из режиссёров Чоу, Ло Вэй, который к тому времени только что закончил фильм на Тайване. Новый режиссёр не был заинтересован в фильме, и во время съёмок на площадке звучали новости о бегах, которыми он увлекался.
На съёмках одной из сцен Брюс Ли, неудачно приземлившись, растянул  лодыжку и стал прихрамывать, поэтому в некоторых сценах его снимали крупным планом. Также у Брюса из-за старой травмы возобновились боли в спине, и после каждой боевой сцены ему были необходимы уколы обезболивающих препаратов.
Хань Инцзе, игравший главаря мафии (Большого босса), был постановщиком боевых сцен, но Брюс добился того, что ему было разрешено взять сцены с его участием под свой контроль.
Особняк главного злодея в фильме был и до сих пор является тайским мавзолеем.
Фильм основан на реальной истории человека по имени Чжэн Чаоань (Чен Чхиуонь), жившего в начале XX столетия. Памятная статуя в его честь была воздвигнута в Бангкоке 80 лет назад (от какой даты?).

## Выход фильма
Ещё до выхода фильма в свет Брюса Ли в Гонконге встретило большое количество журналистов.
На премьере фильма в Гонконге в октябре 1971 года Брюс, его жена Линда, Рэймонд Чоу и его партнёр Леонард Хо сидели в кинозале, ожидая начала фильма и сильно волновались, так как местная публика могла не принять новую картину. Но когда фильм закончился, зрители несколько минут сидели в тишине, а потом последовал шквал восторга. На выходе из кинотеатра новые поклонники не давали Брюсу прохода.На следующий день все газеты были полны восторженных откликов.
В первые три недели после премьеры фильм был показан в Гонконге 875 раз. Никто из съёмочной группы и актёров не ожидал, что «Большой босс» произведёт такой взрыв.
Брюс Ли:

«Большой Босс» для меня — важный фильм, так как у меня впервые была главная роль. Я знал, что смогу сыграть лучше, чем в «Зелёном шершне», и, кроме того, у меня было больше веры в себя сразу же после «Лонгстрита».

## Сборы
С коммерческой точки зрения фильм стал самым успешным в Гонконге за 1971 год, оставив далеко позади такие американские фильмы, как «Звуки музыки» и «Тора! Тора! Тора!», с доходом за первые девятнадцать дней проката, равным 3,5 миллионам гонконгских долларов.